# Martin XB-16
Le Martin XB-16 est un projet de bombardier américain à long rayon d'action des années 1930. Il est plus grand que le XB-15 qu'il concurrence et est annulé pour les mêmes raisons que celui-ci.